# پیر آگوستینی
پیر آگوستینی (انگلیسی: Pierre Agostini؛ زادهٔ ۲۳ ژوئیهٔ ۱۹۴۱) فیزیک‌ان اهل فرانسه است که به علت کارش روی فیزیک آتوثانیه مشهور است. 
وی در سال ۲۰۲۳ به خاطر کار روی یونیزاسیون بالای آستانه برندهٔ جایزه نوبل فیزیک شد.